# Campionatul Mondial de Scrimă din 1991
Campionatul Mondial de Scrimă din 1991 s-a desfășurat în perioada 13–23 iulie la Budapesta în Ungaria.

## Rezultate

### Masculin
| Probă                 | Aur                                                                                             | Argint                                                                                         | Bronz                                                                               |
| Spadă la individual   | Andrei Șuvalov (URS)                                                                            | Robert Felisiak (GER)                                                                          | Serghei Kostarev (URS) · Iván Kovács (HUN)                                          |
| Spadă pe echipe       | Uniunea Sovietică Andrei Șuvalov Serghei Kostarev Serhii Kravciuk Kaido Kaaberma Pavel Kolobkov | Franța Éric Srecki Robert Leroux Olivier Lenglet Hervé Faget Jean-Michel Henry                 | Germania Robert Felisiak Marius Strzalka Arnd Schmitt Elmar Borrmann Uwe Proske     |
| Floretă la individual | Ingo Weissenborn (GER)                                                                          | Thorsten Weidner (GER)                                                                         | Laurent Bel (FRA) · Youssef Hocine (FRA)                                            |
| Floretă pe echipe     | Cuba Elvis Gregory Gil Oscar Garcia Tulio Díaz Javier Betancourt Orlando Tukers                 | Germania Ingo Weissenborn Thorsten Weidner Udo Wagner Ulrich Schreck Uwe Römer                 | Franța Laurent Bel Youssef Hocine Philippe Omnès Patrice Lhôtellier Olivier Lambert |
| Sabie la individual   | Grigori Kirienko (URS)                                                                          | Péter Abay (HUN)                                                                               | György Nébald (ITA) · Vadim Hutțait (URS)                                           |
| Sabie pe echipe       | Ungaria Péter Abay György Nébald Bence Szabó Csaba Köves Imre Bujdosó                           | Uniunea Sovietică Grigori Kirienko Vadim Hutțait Aleksandr Șirșov Samir Ibragimov Andrei Alșan | Germania Felix Becker Jacek Huchwajda Jürgen Nolte Jörg Kempenich Frank Bleckmann   |

### Feminin
| Probă                 | Aur                                                                                               | Argint                                                                                           | Bronz |
| Spadă la individual   | Mariann Horváth (HUN)                                                                             | Eva-Maria Ittner (GER)                                                                           | Oksana Ermakova (URS) · Marina Várkonyi (HUN)                                                            |
| Spadă pe echipe       | Ungaria Diána Eöri Mariann Horváth Marina Várkonyi Zsuzsanna Szőcs Gyöngyi Szalay                 | Franța Marie Hauterville Brigitte Benon Valérie Devaux Valérie Barlois Florence Topin            | Uniunea Sovietică Oksana Ermakova Maria Mazina Viktoria Titova Ecaterina Lebedeva-Gorskaia Iulia Garaeva |
| Floretă la individual | Giovanna Trillini (ITA)                                                                           | Claudia Grigorescu (ROU)                                                                         | Sabine Bau (GER) · Tatiana Sadovskaia (URS)                                                              |
| Floretă pe echipe     | Italia Giovanna Trillini Dorina Vaccaroni Francesca Bortolozzi Diana Bianchedi Margherita Zalaffi | Uniunea Sovietică Tatiana Sadovskaia Olga Veliciko Elena Glikina Olga Sidorova Tatiana Napalkova | Germania Sabine Bau Zita Funkenhauser Rosalia Huszti Annette Dobmeier Anja Fichtel                       |

## Clasament pe medalii
| Loc | Țară              | Aur | Argint | Bronz | Total |
| --- | ----------------- | --- | ------ | ----- | ----- |
| 1   | Uniunea Sovietică | 3   | 2      | 5     | 10    |
| 2   | Ungaria           | 3   | 1      | 3     | 7     |
| 3   | Italia            | 2   | 0      | 0     | 2     |
| 4   | Germania          | 1   | 4      | 4     | 9     |
| 5   | Cuba              | 1   | 0      | 0     | 1     |
| 6   | Franța            | 0   | 2      | 3     | 5     |
| 7   | România           | 0   | 1      | 0     | 1     |